# Bên trong vỏ kén vàng
Bên trong vỏ kén vàng (tên tiếng Anh: Inside the Yellow Cocoon Shell) là phim điện ảnh chính kịch của Việt Nam năm 2023 do Phạm Thiên Ân đạo diễn và dựng phim, đồng thời cũng là tác phẩm điện ảnh đầu tay của anh. Bộ phim do Trần Văn Thi và Jeremy Chua đảm nhiệm vai trò sản xuất, dựa trên phần kịch bản do chính Phạm Thiên Ân chấp bút. Phim do JK Film của Việt Nam và Potocol của Singapore chịu trách nhiệm sản xuất, với vai trò đồng sản xuất từ Deuxième Ligne Films của Pháp và Fasten Films của Tây Ban Nha. Nó được hỗ trợ bởi Ủy ban Điện ảnh Singapore, Purin Pictures, Normandie Images và Chương trình Phát triển & Kịch bản Hubert Bals, và CJ CGV giữ vai trò phân phối, với sự tham gia diễn xuất của Lê Phong Vũ, Nguyễn Thị Trúc Quỳnh, Vũ Ngọc Mạnh, Nguyễn Thịnh, Nguyễn Hân và Vũ Trọng Tuyền. Lấy bối cảnh tại chủ yếu tại Lâm Đồng vào năm 2018, nội dung phim xoay quanh Thiện sau khi đưa hài cốt của người chị dâu tên Hạnh về quê, anh bắt đầu hành trình tìm kiếm người anh trai đã biến mất từ lâu, cũng như có những cuộc gặp gỡ đầy mê hoặc trong suốt cuộc hành trình này. Với những cú máy dài và chuyển động chậm cùng những bối cảnh rộng lớn, đạo diễn tạo ra những khoảng trống về không gian để làm nổi bật những chiêm nghiệm mà nhân vật nhìn nhận về cuộc đời.
Phim đã có buổi ra mắt thế giới trong hạng mục Directors' Fortnight tại Liên hoan phim Cannes lần thứ 76 vào ngày 24 tháng 5 năm 2023 và giành được giải  Caméra d'Or (Giải máy quay vàng), giải thưởng cho phim truyện đầu tay hay nhất. Đây là phim nói tiếng Việt thứ hai đoạt giải thưởng này, sau Mùi đu đủ xanh, cách đó đúng 30 năm.

## Nội dung
Phim kể về Thiện, một người đàn ông phải chở xác chị dâu chết trong một vụ tai nạn xe máy ở Sài Gòn, và đứa con trai 5 tuổi của cô ấy tên Đạo, người sống sót sau vụ tai nạn, về quê. Ở nông thôn Việt Nam, những hình bóng về tuổi trẻ của chính anh, về người anh trai của anh, người đã ra đi để làm lại cuộc đời ở nơi khác, và về chiến tranh cũng đang chờ đợi anh.
Trong suốt cuộc hành trình tìm lại anh trai của mình và là cha của Đạo, Thiện đối diện với quá khứ và suy tư về cuộc đời, về đức tin và lẽ sống, đồng thời phim cũng đã đưa lên màn ảnh rất nhiều cảnh sắc, con người Sài Gòn cũng như Việt Nam.
Trả lời đài RFI Tiếng Việt ngày 24 tháng 5 năm 2023, đạo diễn Phạm Thiên Ân cho rằng 'Vỏ kén' là vỏ bọc của con người trong xã hội chạy theo danh vọng và tiền bạc và xoay quanh câu hỏi "Sống vì điều gì".

## Diễn viên
- Lê Phong Vũ vai Thiện
Phạm Thiên Ân cho biết nhân vật này phản ánh chính con người anh trước đây: "thích nhậu nhẹt với bạn bè, đi massage, vất vả với công việc quay và dựng video đám cưới, làm ảo thuật mua vui cho bạn bè, bị ám ảnh bởi một mối tình đã qua, đôi khi lang thang trong cõi mộng, về lại quê hương để tìm chút ký ức sót lại của quá khứ".[5]
- Nguyễn Thị Trúc Quỳnh vai Sơ Thảo
- Vũ Ngọc Mạnh vai Trung
- Nguyễn Thịnh vai Đạo
- Nguyễn Hân vai Bảo
- Vũ Trọng Tuyền vai Long

Phim có sự tham gia diễn xuất của các diễn viên phụ bao gồm Nguyễn Văn Lưu trong vai cụ Lưu và NSND Phi Điểu trong vai bà cụ ở tiệm sửa xe.

## Chủ đề
– Phạm Thiên Ân phát biểu trước buổi chiếu ra mắt phim tại Liên hoan phim Cannes 2023.
Tựa đề của Bên trong vỏ kén vàng mang nhiều ý nghĩa ẩn dụ. Theo Phạm Thiên Ân, vỏ kén vàng hàm ý chỉ "vỏ bọc của mỗi người trong xã hội, những thứ mang tính xác thịt, kéo họ vào cuộc chạy đua hối hả của xã hội để tìm kiếm vật chất và sự thành công", còn ở bên trong vỏ kén là hình ảnh của con nhộng, vốn tượng trưng cho "linh hồn của mỗi con người".
Phạm Thiên Ân cho biết Bên trong vỏ kén vàng "pha trộn giữa chủ nghĩa hiện thực, siêu thực và ảo mộng", là hành trình trải nghiệm và quan sát cá nhân của anh dựa trên ý tưởng "tiếng gọi thiêng liêng" – thứ vốn "luôn tồn tại trong mỗi con người, xuất hiện ở nhiều thời điểm, bất kể bạn thuộc tầng lớp nào trong xã hội". Nam đạo diễn xây dựng các nhân vật trong phim dựa vào trải nghiệm, hành động của anh trong quá khứ lẫn hiện tại – tham chiếu tới "tiếng gọi" khiến anh dấn thân điện ảnh sau khoảng thời gian đi làm công việc văn phòng và quay dựng phim đám cưới.

Với nhân vật Thiện, câu chuyện phim là khi anh phải đối diện với tiếng gọi bên trong chính mình, "thoát ra vỏ bọc của những cám dỗ, định kiến xã hội và thành một con người mới, sống thật với chính mình". Phạm Thiên Ân giải thích về hành trình của nhân vật trong phim như sau:
Với Bên trong vỏ kén vàng, tôi muốn xem hành trình vật chất của một người đàn ông trở về quê hương dẫn anh ta kết nối lại với quá khứ của mình như thế nào. Lần trở về quê hương này cho thấy mâu thuẫn nội tâm của nhân vật, giữa đức tin mà anh ấy đã bỏ bê và một cuộc sống hiện tại vô cùng bất mãn. Cuộc hành trình phản ánh các chiều kích khác nhau trong tâm hồn con người, thứ chúng ta không ngừng tìm kiếm nhưng không bao giờ có thể đạt được trọn vẹn. Điều kết nối với ước mơ, đam mê của chúng ta và cái chết là không thể tránh khỏi. 

## Sản xuất

### Phát triển
Năm 2018, phim ngắn Hãy tỉnh thức và sẵn sàng do Phạm Thiên Ân đạo diễn – với nội dung thuật lại tai nạn xảy ra trước một quán nhậu ở vỉa hè, và được ghi hình chỉ với một cú máy dài – là một trong bốn tác phẩm nhận được giải thưởng của Dự án phim ngắn CJ, qua đó được nhà phát hành CGV hỗ trợ đưa đi tham dự các liên hoan phim uy tín trên thế giới. Một năm sau tại Liên hoan phim Cannes 2019, Hãy tỉnh thức và sẵn sàng chiến thắng Giải Phim ngắn Illy ở nhóm Directors' Fortnight. Phạm Thiên Ân cho biết phim ngắn này là cảnh mở đầu cho dự án phim ngắn đầu tay của anh.

### Tuyển vai
Các buổi tuyển diễn viên của dự án được diễn ra vào các ngày 7 và 8 tháng 3 năm 2020 tại Thành phố Hồ Chí Minh và ngày 14 và 15 tháng 3 năm 2020 tại Hà Nội. Phạm Thiên Ân cho biết anh tìm kiếm diễn viên không chuyên, có nguồn gốc xuất thân tại địa phương đặt bối cảnh phim, mang nét đặc trưng trong giọng nói, cử chỉ, dáng bộ, đặc điểm trên cơ thể hay nghề nghiệp. Trước khi phim ghi hình, nam đạo diễn để cho các diễn viên có nhiều thời gian tự tìm hiểu nhau và tạo dựng mối quan hệ.

### Quay phim
Đạo diễn hình ảnh của dự án là Định Duy Hưng, một người bạn thuở nhỏ của Phạm Thiên Ân. Ngay từ đầu, Phạm Thiên Ân xác định sử dụng những cú máy dài, máy quay chuyển động chậm hoặc tĩnh, cũng sử dụng ít lần quay có thể để đạt được sự tối giản và tự nhiên nhất trong mỗi khung hình. Các cảnh quay không lạm dụng hiệu ứng kỹ xảo và hoàn toàn dựa trên địa điểm có thật. Việc này, theo nam đạo diễn, là nhằm "tạo ra khoảng trống và thời gian để cho người xem tự do quan sát, lựa chọn, chờ đợi", cho phép những hình ảnh "đi sâu hơn vào tâm trí người xem và làm họ quên đi sự hiện diện của máy quay", nhờ đó "nhân vật và câu chuyện được truyền tải sẽ tới một cách tự nhiên". Các câu thoại hoặc kịch bản đôi khi phải thay đổi hoặc bổ sung để phù hợp với thời tiết, điều kiện ánh sáng tự nhiên, chất liệu, con người hoặc những sự ngẫu nhiên xuất hiện trong quá trình ghi hình. Khung hình cho mỗi cảnh quay dài sẽ sử dụng một nguồn âm thanh chính có dấu ấn riêng, cụ thể là tiếng môi trường, tiếng bước chân, tiếng thở, tiếng nhạc cụ, tiếng đồ vật, tiếng cơ thể hoặc cũng có thể là sự im lặng.
Trong quá trình ghi hình, các diễn viên có nhiều thời gian để tập dượt trước ống kính máy quay. Phạm Thiên Ân có can thiệp sâu vào phần phần diễn xuất của từng diễn viên, bao gồm giọng nói, thời gian thoại, dáng bộ, cử chỉ, các chuyển động cơ thể, biểu cảm khuôn mặt, ánh mắt.

### Hậu kỳ
Việc sử dụng những cảnh quay dài và giới hạn số shot quay khiến thời lượng bộ phim trở nên dài hơn. Bản cắt lúc đầu của Bên trong vỏ kén vàng là 3 tiếng 40 phút.

## Phát hành
Phim do JK Film của Việt Nam và Potocol của Singapore sản xuất với sự đồng sản xuất của Deuxième Ligne Films của Pháp và Fasten Films của Tây Ban Nha. Tác phẩm cũng được Ủy ban Điện ảnh Singapore, Purin Pictures, Normandie Images và Chương trình Phát triển & Kịch bản Hubert Bals hỗ trợ. Hãng Cercamon đã mua bản quyền phát hành phim từ tháng 4 năm 2023, trước khi phim ra mắt tại Cannes 2023.
Bên trong vỏ kén vàng được công chiếu ra mắt tại Liên hoan phim Cannes 2023, thuộc nhóm các phim điện ảnh không dự thi Directors' Fortnight. Phim nhận được tràng vỗ tay kéo dài 5 phút của ban giám khảo và toàn bộ khán giả sau buổi chiếu đầu tiên vào chiều ngày 24 tháng 5 năm 2023.

## Đón nhận

### Đánh giá chuyên môn
Bên Trong Vỏ Kén Vàng nhận được nhiều ý kiến tích cực từ khán giả và giới chuyên môn cả trong nước lẫn quốc tế. Trên hệ thống tổng hợp kết quả đánh giá Rotten Tomatoes, phim nhận được 98% lượng đồng thuận dựa theo 43 bài đánh giá.
Sébastien Chesneau, CEO của Cercamon nhận định tác phẩm "là minh chứng cho sức mạnh của cách kể chuyện vượt qua lằn ranh văn hóa và thu hút khán giả bằng cách trần thuật hấp dẫn cùng hình ảnh ấn tượng". Scott Macaulay của Filmmaker Magazine thì nhận định bộ phim đã xuất sắc diễn tả "những cái nhìn thoáng qua về các nhân vật đang suy niệm về khung cảnh của thành thị và nông thôn Đông Nam Á".
Guy Lodge của Variety đã gọi nó là "Rạp chiếu phim nghệ thuật đầy thách thức nhưng quyến rũ mời gọi so sánh với những người khổng lồ như Apichatpong Weerasethakul, Thái Minh Lượng và thậm chí Theo Angelopoulos, mà không cảm thấy bắt nguồn từ bất kỳ điều gì."

### Giải thưởng và đề cử
| Giải thưởng                   | Thời gian        | Hạng mục                                                        | Đề cử                 | Kết quả   | Ref.   |
| ----------------------------- | ---------------- | --------------------------------------------------------------- | --------------------- | --------- | ------ |
| Liên hoan phim Cannes         | 27 tháng 5, 2023 | Giải Máy quay Vàng                                              | Phạm Thiên Ân         | Đoạt giải | [ 19 ] |
| Liên hoan phim Châu Á Đà Nẵng | 6 tháng 7, 2024  | Phim hay nhất - Hạng mục phim châu Á dự thi                     | Bên trong vỏ kén vàng | Đề cử     | [ 20 ] |
| Liên hoan phim Châu Á Đà Nẵng | 6 tháng 7, 2024  | Đạo diễn xuất sắc nhất - Hạng mục phim châu Á dự thi            | Phạm Thiên Ân         | Đoạt giải | [ 20 ] |
| Liên hoan phim Châu Á Đà Nẵng | 6 tháng 7, 2024  | Diễn viên nam chính xuất sắc nhất - Hạng mục phim châu Á dự thi | Lê Phong Vũ           | Đề cử     | [ 20 ] |